# ماري ويد
ماري ويد (بالإنجليزية: Mary Wade)‏ هي إحاثية وجيولوجية أسترالية، ولدت في 3 فبراير 1928 في أديلايد في أستراليا، وتوفيت في 14 سبتمبر 2005 في شارترز تاور ‏ في أستراليا.